# Kirkwood (New York)
Kirkwood è un comune degli Stati Uniti d'America, situato nello Stato di New York, nella contea di Broome.